# Triton (1790)
La HDMS Triton è stata una fregata da 24 cannoni in servizio tra il 1793 e il 1807 nella Reale Marina dei Regni di Danimarca e Norvegia. Non solo aveva una bordata convenzionale di dodici cannoni, ma il cannone più avanzato poteva essere manovrato per sparare in avanti. I sei obici potevano anche essere spostati per sparare a poppa o ai lati.

## Storia

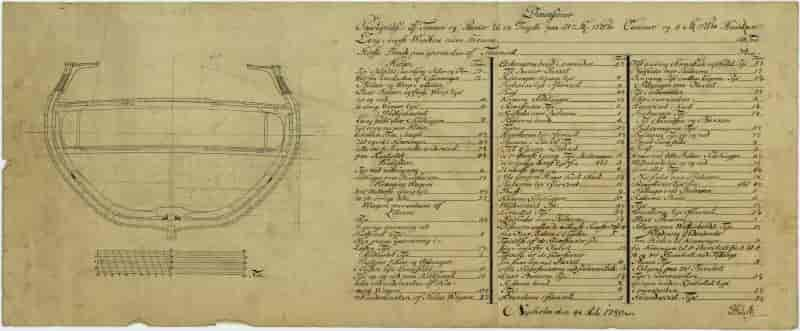
Piani costruttivi della fregata Triton.

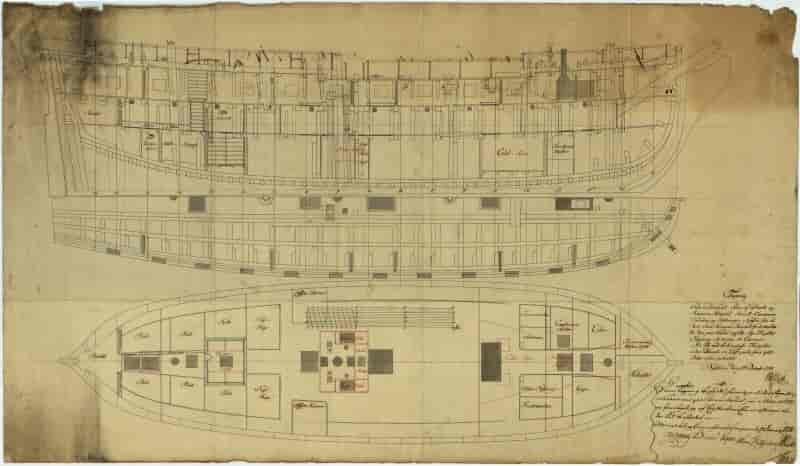
Piani costruttivi della fregata Triton.

Costruita presso il cantiere navale Nyholm Dyd di Copenaghen, su progetto dell'ingegnere navale Ernst Wilhelm Stibolt, la fregata da 30 cannoni Triton venne varata il 7 agosto 1790, ed entrò in servizio nel 1793. In quello stesso anno prestò servizio nello squadra navale di stanza nelle acque danesi, ma scortò un convoglio di navi mercantili dirette in Cina fino a Capo Finisterre, al comando del kaptajn George Albrecht Koefoed.
Nel 1794 la Triton prestava servizio con la squadra navale di stanza in Patria, e nel 1795, comandato dal tenente anziano Denis Christian Bagge, prestò servizio con una squadra congiunta di navi svedesi e danesi che operava a protezione del commercio marittimo.
Al comando dal capitano Althon Günther von Ellbrecht la Triton arrivò a Malaga (che fu usata come principale base navale danese nel Mediterraneo) il 20 giugno 1797 per unirsi allo squadra al comando di Steen Andersen Bille, troppo tardi per partecipare al combattimento di Tripoli del 16 maggio 1797. Il capitano Ellbrecht era considerato un ufficiale energico ed efficiente e una volta entrò in conflitto con le autorità britanniche a Gibilterra quando la Triton sparò contro due corsari britannici che avevano catturato una nave danese, il Kjærligheden, e la liberò. Nell'aprile del 1799, un fulmine colpì l'albero maestro provocando un incendio che impiegò quattro ore per essere posto sotto controllo. La fregata rientrò a Copenaghen il 5 ottobre 1799.
Dal 1800 al 1802 sotto il comando del capitano tenente Johan Hartvig Ernst von Berger, la Triton fu attiva con la squadra del Mediterraneo, ma a partire dal 15 febbraio 1801 fu tenuta sotto sequestro a Port Mahon dalle forze britanniche che vi erano di stanza. Il 16 febbraio venne posto sotto sequestro anche il brigantino danese Glommen, e le due navi furono trattenute fino al 3 luglio 1801. Rientrata in servizio nella squadra del Mediterraneo, nel novembre 1801 la nave fu colta da una forte tempesta mentre si trovava nel porto di Livorno e perse quattro ancore ma fu salvata portandola ad incagliare su un banco di fango. Nella primavera del 1802 uno degli ufficiali della nave, il tenente anziano Hans Emanuel Wulff, sviluppò problemi agli occhi simili a una cataratta e fu sbarcato a Pisa per ricevere delle cure. Molto migliorato, tornò a bordo il 14 maggio 1802, e la nave ritornò a Copenaghen il 10 dicembre 1802. Nell'agosto 1803 la Triton era a Christiansand dove il capitano tenente Andreas Nissen stava ispezionando un certo numero di navi poste in disarmo, e fu di nuovo in Norvegia nel 1804.
Nel maggio 1807 il Triton fu trasferito da Christiansand a Copenaghen, al comando di Carl Adolf Roth. La fregata partecipò alla seconda battaglia di Copenaghen (7 settembre 1807) e fu catturata dagli inglesi. Considerato non conveniente trasferirla in Gran Bretagna la Triton fu data alle fiamme al largo di Saltholm all'inizio del mese di ottobre.

### Annotazioni
1. ↑  Primo ufficiale della fregata era Jørgen Conrad de Falsen.

### Fonti
1. 1 2 3 4  Orlogsmuseet.
2. ↑  Topsøe-Jensen 1935, Vol.1, p. 320.
3. ↑  Topsøe-Jensen 1935, Vol.1, p. 118.
4. 1 2  Topsøe-Jensen 1935, Vol.2, pp. 13-14.
5. ↑  Topsøe-Jensen 1935, Vol.1, p. 619.
6. ↑  Topsøe-Jensen 1935, Vol.1, p. 54.
7. 1 2 3  Topsøe-Jensen 1935, Vol.1, p. 330.
8. ↑  Topsøe-Jensen 1935, Vol.1, p. 712.
9. 1 2  Topsøe-Jensen 1935, Vol.1, pp. 97-98.
10. ↑  Topsøe-Jensen 1935, Vol.1, p. 672.
11. ↑  Topsøe-Jensen 1935, Vol.2, p. 748.
12. ↑  Topsøe-Jensen 1935, Vol.2, p. 252.
13. ↑  Topsøe-Jensen 1935, Vol.2, p. 38.
14. ↑  Topsøe-Jensen 1935, Vol.1, p. 352.
15. ↑  Topsøe-Jensen 1935, Vol.2, p. 413.
16. ↑  Tree Decks.